# Maria Kublitz-Kramer
Maria Kublitz-Kramer (geborene Maria Kublitz) ist eine deutsche Literaturwissenschaftlerin und war Dozentin am Oberstufen-Kolleg Bielefeld.

## Leben
Maria Kublitz-Kramer studierte Germanistik in Paderborn und erlangte 1995 einen Doktorgrad. Von 1989 bis 1996 war sie wissenschaftliche Mitarbeiterin im Bereich Allgemeine Literaturwissenschaft der Universität GH Paderborn. Sie unterrichtete am Oberstufenkolleg Bielefeld das Fach Deutsch, war Akademische Direktorin an der Universität Bielefeld und von 2003 bis 2007 stellvertretende wissenschaftliche Leiterin des Oberstufen-Kollegs.
Kublitz-Kramer war Mitbegründerin der Literaturreihe „Lesungen auf Feld 2“ im Oberstufenkolleg und publizierte zahlreiche Texte.

## Arbeitsschwerpunkte
Ihre Arbeitsschwerpunkte sind Literaturwissenschaft und Gender, Literaturtheorie und Literaturdidaktik, jüdische Autoren sowie kulturwissenschaftliche Themen und Fächerübergreifender Unterricht (Projektleitung).